# Ахмед Ісмаїл
Ахмед Ісмаїл Ель-Шамі (араб. أحمد إسماعيل; англ. Ahmed Ismail El-Shamy; нар. 21 жовтня, 1975, Каїр) — єгипетський боксер, бронзовий призер Олімпійських ігор.

## Спортивна кар'єра
2003 року Мухаммед Ель-Саєд став чемпіоном на Африканських іграх в Нігерії. В фіналі він переміг місцевого боксера Ісаака Екпо.

### Виступ на Олімпіаді 2004
- Переміг Шохрата Курбанова (Таджикистан) — 44-22
- Переміг Тревора Стюардсона (Канада) — 38-22
- Переміг Еліаса Павлідіса (Греція) — RCS

В півфіналі в рівному бою поступився Магомеду Аріпгаджиєву(Білорусь) — 20-23 і отримав бронзову медаль.